# Stolístek střídavokvětý
Stolístek střídavokvětý (Myriophyllum alterniflorum) je v České republice poměrně vzácně se vyskytující, jednodomá, pouze v čisté vodě rostoucí, trvale ponořená vodní rostlina, jeden ze tří druhů rodu stolístek které v ČR rostou.

## Výskyt
Druh je rozšířen převážně v severní a západní Evropě, dále východním směrem řídce vyrůstá v České republice, Polsku, Pobaltí a na severozápadě Ruska, vyskytuje se i v severní Africe. Roste i na východě Severní Ameriky včetně Grónska. Neroste např. na Slovensku nebo v Maďarsku.
Nachází se v chladných, oligotrofních, dostatečně okysličených, neznečištěných, stojatých i tekoucích vodách s nízkým obsahem vápníku. Vyhovuje mu prostředí s pískovým, štěrkovým nebo bahnitorašelinným dnem, kde se výška vodního sloupce pohybuje obvykle od 0,1 do 1 m. V ČR se vyskytuje vzácně, prokazatelně jen na horním toku Vltavy od Lenory po Lipno a od Vyššího Brodu po České Budějovice a v malé míře i na řece Otavě a u Nemanic na Domažlicku. Je dobrým indikátorem znečištěných vod.

## Popis
Vytrvalá vodní rostlina s často načervenalými nebo světlehnědými lodyhami, které dorůstají do délky i přes 1 metr. Lodyhy tlusté 1 až 2 mm se větví po celé délce a porůstají měkkými listy, které vyrůstají v přeslenech po třech nebo častěji po čtyřech. Směrem k vrcholu se vzdálenosti mezi nimi zmenšují a u konce lodyh jsou někdy na sebe přímo nahuštěny. Velmi jemné listy dlouhé 1 až 2,5 cm jsou děleny do 9 až 18 nitkovitých, obvykle střídavě umístěných segmentů dlouhých 4 až 17 mm.
Na konci lodyh rostou chudokvětá, někdy zakřivená, 3 až 7 cm dlouhá klasovitá květenství, která jsou před rozkvětem převislá. Na koncích klasů vyrůstají v úžlabí nepatrných listenů vstřícně nebo střídavě (ne v přeslenech) samčí květy. Jejich zvonkovitý kalich je dlouhý jen asi 0,3 mm; mírně průsvitné žlutavě-načervenalé, obvejčité korunní lístky bývají asi pětinásobně delší než kalich, červeně pruhovaných tyčinek nesoucích až 1,5 mm velké prašníky je v květu osm. Ve spodní části klasu vyrůstají nemnohé samičí květy v přeslenech, jejich vztyčené listeny delší než květy jsou zpeřeně dělené, zvonkovitý kalich asi 1 mm dlouhý je tříhrotý, spodní semeník je čtyřdílný. Na vřetenu květenství je mezi samčími a samičími květy znatelná mezera. Kvete od července do září, jeho pyl roznáší vítr.
Plody jsou přibližně 2 mm dlouhé a 1,5 mm široké suché tvrdky poltící se na čtyři plůdky. V přírodě ČR jsou však květy stolístku střídavokvětého ve většině případů sterilní a nevytvářejí plody. Rostliny se rozmnožují převážně vegetativně, časté úlomky křehkých lodyh v místech internodií vypouštějí kořínky.

## Ohrožení
V ČR vyrůstá stolístek střídavokvětý jen v několika málo populacích, které mohou být snadno zničeny nepříznivou přírodní událostí nebo lidmi zaviněným znečištěním životního prostředí. Byl proto "Červeným seznamem cévnatých rostlin České republiky z roku 2012" prohlášen za silně ohrožený druh (C2r).